# Jack Rodewald
Jack Rodewald, född 14 februari 1994, är en kanadensisk professionell ishockeyforward som är kontrakterad till Ottawa Senators i National Hockey League (NHL) och spelar för deras primära samarbetspartner Belleville Senators i American Hockey League (AHL). Han har tidigare spelat på lägre nivåer för Toronto Marlies och Binghamton Senators i AHL, Orlando Solar Bears och Wichita Thunder i ECHL och Regina Pats och Moose Jaw Warriors i Western Hockey League (WHL).
Rodewald blev aldrig draftad av någon NHL-organisation.

## Statistik
| 2009–2010   | Notre Dame Hounds   | SMAAAHL     | 4   | 0  | 1  | 1   | 0   | — | — | — | — | — |
| 2010–2011   | Notre Dame Argos    | SMAAAHL     | 40  | 9  | 11 | 20  | 38  | 8 | 2 | 0 | 2 | 2 |
|             | Regina Pats         | WHL         | 2   | 0  | 0  | 0   | 0   | — | — | — | — | — |
| 2011–2012   | Regina Pats         | WHL         | 68  | 6  | 6  | 12  | 37  | 5 | 0 | 0 | 0 | 2 |
| 2012–2013   | Regina Pats         | WHL         | 56  | 7  | 7  | 14  | 40  | — | — | — | — | — |
| 2013–2014   | Moose Jaw Warriors  | WHL         | 58  | 28 | 27 | 56  | 56  | — | — | — | — | — |
| 2014–2015   | Moose Jaw Warriors  | WHL         | 71  | 35 | 50 | 85  | 72  | — | — | — | — | — |
|             | Toronto Marlies     | AHL         | 9   | 0  | 1  | 1   | 2   | 3 | 1 | 0 | 1 | 2 |
| 2015–2016   | Toronto Marlies     | AHL         | 7   | 0  | 1  | 1   | 4   | — | — | — | — | — |
|             | Orlando Solar Bears | ECHL        | 62  | 18 | 29 | 47  | 44  | — | — | — | — | — |
| 2016–2017   | Binghamton Senators | AHL         | 66  | 18 | 9  | 27  | 34  | — | — | — | — | — |
|             | Wichita Thunder     | ECHL        | 6   | 5  | 3  | 8   | 2   | — | — | — | — | — |
| 2017–2018   | Ottawa Senators     | NHL         | 1   | 0  | 0  | 0   | 0   | — | — | — | — | — |
|             | Belleville Senators | AHL         | 5   | 3  | 1  | 4   | 10  | — | — | — | — | — |
| NHL totalt  | NHL totalt          | NHL totalt  | 1   | 0  | 0  | 0   | 0   | — | — | — | — | — |
| AHL totalt  | AHL totalt          | AHL totalt  | 87  | 21 | 12 | 33  | 50  | 3 | 1 | 0 | 1 | 2 |
| ECHL totalt | ECHL totalt         | ECHL totalt | 68  | 23 | 32 | 55  | 46  | — | — | — | — | — |
| WHL totalt  | WHL totalt          | WHL totalt  | 255 | 76 | 90 | 166 | 205 | 5 | 0 | 0 | 0 | 2 |